# Варда Склир
Варда Склир (на гръцки: Βάρδας Σκληρός) е византийски военачалник от II-та половина на X век със съществен принос за прогонването на нахлулите на Балканите войски на Киевска Рус и за завземането на Източна България от византийците. Впоследствие става инициатор на ред междуособици в азиатските части на Византийската империя в периода (976-989), задълго дестабилизирали положението на император Василий II от Македонската династия и способствали за възцаряването на цар Роман в България.

## Възход при управлението на Цимисхий
Произхожда от влиятелен аристократичен род от Мала Азия. Издига се до висши военни длъжности при император Йоан I Цимисхий (969-976 г.), който е женен за сестра му Мария (починала преди 969 г.). През 970 г. на Склир, титулуван с висшето звание магистър, са поверени част от войските, които трябва да дадат отпор на руските нашественици, предвождани от княз Светослав I, чиито сили (включващи и българи, унгарци и печенези) той побеждава в Битката при Аркадиопол.
После Варда Склир е в Мала Азия, насочен срещу бунтовника Варда Фока. След като с обещания и заплахи привлича на своя страна повечето от хората му, той го принуждава да се предаде.
През пролетта на 971 г. Склир участва в похода на Цимисхий в България, сражава се срещу руси и българи при превземането на Велики Преслав през април, а 3 месеца по-късно допринася за поражението на княз Светослав под стените на Дръстър, като се явява в тил на руските войски в разгара на решителната битка, след което русите бягат към делтата на Дунав, а ромеите завладяват източните български земи.

## Първо въстание срещу Василий II и изгнание
Още докато Цимисхий е жив, Варда Склир вдига бунт срещу централната власт. Бунтът е неуспешен, но водачът му избягва сериозни последствия. Смъртта на императора (януари 976 г.) заварва Склир на висшата командна длъжност доместик на източните схоли. Върховната власт в империята преминава формално към Василий II и Константин VIII (синове на император Роман II), но всъщност ръководната роля е у  паракимомена Василий Лакапин, който измества Склир от поста му и го назначава за управител на областта Месопотамия на границата с арабите по горното течение на река Ефрат, което е взето от него като нов повод за въстание - през лятото на 976 г. Склир се провъзгласява за император. След като разгромява 2 армии, изпратени от константинополското правителство, той и съратниците му овладяват азиатските владения на Византия (Мала Азия, Северозападна Сирия, Северна Месопотамия, части от Армения). Подкрепят го както гърци, така и арменци и мюсюлмани от граничните с Византия области.
В отговор, срещу Склир е изпратен Варда Фока, върнат от изгнание и поставен на предишната длъжност на бунтовника. Първото голямо сражение между Фока и Склир в равнината Панкалия в Мала Азия през юни 978 г. завършва с поражение на Фока. Въпреки това във военните действия настъпва обрат. Сирийският град Антиохия се отцепва от Склир още през януари 978 г. Опитът за морска блокада на Константинопол, предприета от Варда Склир, е провален с поражението на флота му, а разбитият Фока събира нови войски с помощта на грузинския владетел Давид III от Тао и се решава на втори сблъсък с главните му сили. В битка в Харсианската област (Източна Мала Азия) през март 979 г. Склир е разгромен и бяга с част от оцелелите си привърженици при Буидите в Багдад.

## Второ въстание и кончина
Склир е задържан във владенията на Буидите около 7 години. Отначало везирът Адуд ал Даула се опитва да използва византийския бунтовник като разменна монета в граничните си спорове с Византия, но така и не се спогодяват. При наследника му, Варда Склир (обнадежден от изхода на Битката при Траянови врата)., измолва освобождение за себе си и приближените си и помощ под формата на войски и въоръжение за да поднови бунта си.
В началото на 987 г. Варда Склир завзема град Мелитена (до горното течение на Ефрат), привлича към войските си голям брой араби, кюрди и арменци и се обявява за император. За да се справи с новия бунт, Василий II поверява отново войските си на Варда Фока, обаче той влиза в преговори със Склир и го подмамва с обещание за съюз и подялба на имперските владения, а после го пленява и затваря и след това (през август или септември 987 г.) се обявява за император и се заема да завладее сам империята. Склир остава затворен в продължение на близо 2 години, докато в Мала Азия се бушува гражданска война. След гибелта на Варда Фока през април 989 г. в битката при Абидос вдовицата му пуска Склир на свобода и той отново се обявява за император, но през октомври той се предава и се покорява на Василий II. В замяна получава не само прошка, но и сан куропалат, поземлени имения и императорско благоволение за приближените си. Скоро междуособиците във Византийската империя утихват, (на 6 март 991 г. ). Варда Склир умира в Димотика.

## Склир и българите
От 3-годишната междуособна война във Византия(първата от двете с участието на Склир)  се възползва българският предводител Самуил за нападения дълбоко в балканските владения на империята.
Вторият голям бунт на малоазийската аристокрация срещу Василий II, който започва по почин на Склир през 987 г., е използван от българите начело със Самуил за отвоюване на Източна България и други териториални придобивки за сметка на част от балканските владения на Византия.